# 구름판

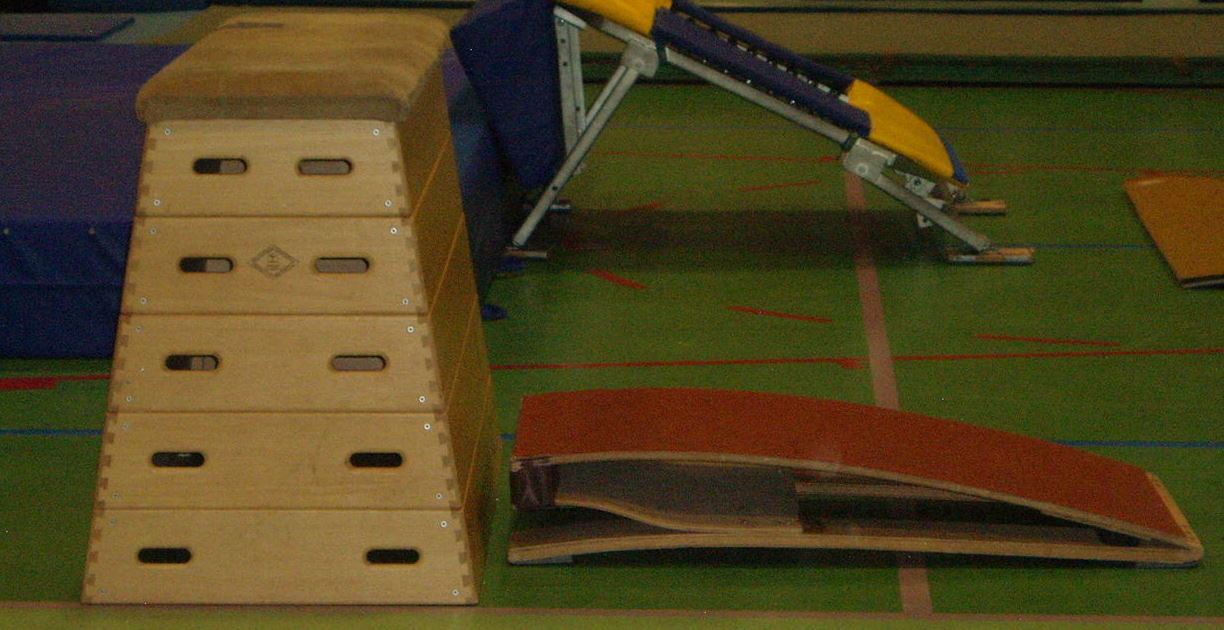
구름판

구름판은 용수철을 내장한 합판으로, 탄성을 이용하게끔 만들어진 도구이다. 주로 체조 경기 등에서 사용되며, 도약판, 로이터판(Reuther-), 스프링보드(Springboard) 등으로도 불린다.